# Centre d'imagerie médicale d'Abidjan
Le Centre d'imagerie médicale d'Abidjan est un organisme privé de radiologie et d’imagerie médicale créé à Abidjan le 24 août 2004 sur un espace de 350 m2 et dont les activités ont démarré effectivement le 27 juillet 2006.